# 尚索尔地区拉莫特
尚索尔地区拉莫特（法語：La Motte-en-Champsaur）是法国上阿尔卑斯省的一个市镇，属于加普区（Gap）。该市镇2009年时的人口为217人。

## 人口
尚索尔地区拉莫特人口变化图示
| 数据来源：INSEE |